# Långgrundet (vid Ytterstholm, Nagu)
Långgrundet är en ö nära Kirjais i Nagu,  Finland. Den ligger i Skärgårdshavet i Pargas stad i den ekonomiska regionen  Åboland i landskapet Egentliga Finland, i den sydvästra delen av landet. Ön ligger omkring 6 kilometer sydväst om Kirjais, 11 kilometer söder om Nagu kyrka, 44 kilometer sydväst om Åbo och omkring 170 kilometer väster om Helsingfors. Närmaste allmänna förbindelse är förbindelsebryggan vid Östra Rockelholm som trafikeras av M/S Cheri.
Öns area är 1,8 hektar och dess största längd är 310 meter i öst-västlig riktning.